# Howard Greenfield
Howard Greenfield (* 15. März 1936 in Brooklyn, New York; † 4. März 1986 in Los Angeles) war ein US-amerikanischer Textdichter und Songwriter. Viele seiner bekannten Schlager schrieb er gemeinsam mit seinem Jugendfreund Neil Sedaka, darunter dessen Nummer-eins-Hits Breaking Up Is Hard to Do und Oh! Carol sowie Tony Christies Nummer-eins-Hit Is This the Way to Amarillo? Ebenfalls aus der Feder Greenfields und Sedakas stammte der Song Love Will Keep Us Together, der in der Aufnahme von The Captain & Tennille 1976 den Grammy für die Single des Jahres gewann. Gemeinsam mit Jack Keller schrieb Greenfield für Connie Francis die Nummer-eins-Hits Everybody’s Somebody’s Fool und My Heart Has a Mind of Its Own.

## Leben
Die meisten seiner Songtexte wurden mit Kompositionen seines Jugendfreundes Neil Sedaka im Aldon Musikverlag vertont, der 1 Häuserblock vom berühmten Brill Building entfernt in 1650 Broadway untergebracht war. Ganz überwiegend behandelten die Songs Teenagerprobleme, was zum Kerngeschäft ihres Arbeitgebers gehörte. Beide begannen im Juli 1958 als Komponisten mit Stupid Cupid für die noch nicht etablierte Connie Francis und landeten damit in den britischen Charts ihren ersten Nummer-eins-Hit. Die nächste Komposition The Diary sang Sedaka im Dezember 1958 selbst und konnte mit dieser Single bis auf Platz 14 der US-Charts vordringen. Im Oktober 1959 brachte Sedaka die Hommage an seine Jugendliebe Carole King Oh! Carol heraus, die Platz neun der US-Charts, Platz drei in Großbritannien und Platz eins in Italien erreichte. Stairway to Heaven stieg im März 1960 ebenfalls auf Platz neun in den USA und auf Platz acht in Großbritannien. Sedaka interpretierte auf diese Weise noch vier vom Team Greenfield/Sedaka verfasste größere Hits, darunter Calender Girl mit einer Anreihung der Monate (Dezember 1960, # 4/USA, # 8/UK), Little Devil (Mai 1961, # 11/USA, # 9/UK), Happy Birthday, Sweet Sixteen (November 1961, # 6/USA, # 3/UK) und der größte Erfolg Breaking Up Is Hard to Do (Juni 1962, # 1/USA). Letzteres ist auch in einer deutschen Version als Abschiednehmen ist so schwer mit Anna-Lena Löfgren erschienen (Metronom 1962). Alleine die von Sedaka gesungenen Songs wurden 25 Millionen Mal verkauft.
In der Zwischenzeit hatte das Team Greenfield/Sedaka auch Songs für andere Interpreten verfasst. Im April 1960 übernahm das Teen-Idol Jimmy Clanton Another Sleepless Night, es folgte im September 1960 Passing Time für das Mädchentrio The Cookies und Rumors für Johnny Crawford im November 1962. Im März 1963 kamen zwei Kompositionen heraus, nämlich Charms für Bobby Vee und Foolish Little Girl von den Shirelles (# 4/USA). Bei diesem letzten Top-Ten-Hit der Shirelles arbeitete Greenfield jedoch nicht mit Sedaka zusammen, sondern mit Helen Miller. Wechselnde Autoren-Partnerschaften gab es auch zusammen mit Carole King (Crying in the Rain für die Everly Brothers, Januar 1962) oder mit Jack Keller, mit dem er für Connie Francis gleich zwei Nummer-eins-Hits schrieb, nämlich Everybody's Somebody's Fool (Mai 1960, das als Die Liebe ist ein seltsames Spiel auch ihre erste Nummer eins in Deutschland wurde) und My Heart Has a Mind of Its Own (August 1960). Ein weiterer Tophit war Francis’ Breakin' In a Brand New Broken Heart (April 1961, # 7/USA). Frank Sinatra übernahm When Somebody Loves You im Juli 1965.
Abseits dieser Teen-Pop-Produkte verfassten sie im Juli 1969 für die 5th Dimension Workin' on a Groovy Thing und im April 1970 das Original von Puppet Man, das in einer Coverversion von Tom Jones im Juni 1971 herausgebracht wurde.
Die Partnerschaft Greenfield-Sedaka wurde erst viele Jahre später wiederbelebt, als
der britische Pop-Tenor Tony Christie mit Is This the Way to Amarillo? im November 1971 auf die Platz eins der deutschen Charts kletterte; eine Neuauflage des Liedes von Christie mit dem Komiker Peter Kay wurde 2005 ein Nummer-eins-Hit in Großbritannien. Das Duo Captain & Tennille landete im April 1975 mit Love Will Keep Us Together einen Millionenseller (US-1) und eine Platzierung bei den Grammy Awards.
Greenfield starb 1986 kurz vor seinem 50. Geburtstag an einem durch AIDS verursachten Herzversagen. Er wurde 1991 posthum in die Songwriters Hall of Fame aufgenommen. Sein langjähriger Lebenspartner war der Kabarettsänger Tory Damon (* 29. September 1939; † 30. März 1986).
Broadcast Music Incorporated zufolge sind für Greenfield genau 500 Kompositionen registriert, für die er insgesamt 20 BMI-Song Winning Awards gewann.